# 川越狭山工業団地
川越狭山工業団地（かわごえさやまこうぎょうだんち）は、埼玉県川越市南台と狭山市新狭山にまたがる工業団地。
西武新宿線の新狭山駅から南大塚駅にかけて、並行する国道16号一帯に整然と広がる工業団地。至近に関越自動車道の川越ICがある。

## 概要
1960年（昭和35年）に日本住宅公団が、首都圏整備法に基づいた工業団地開発のため、川越・狭山両市の協力を得て土地の買収を開始。埼玉県が工業用地を都市計画事業として開発し、 1964年（昭和39年）より企業入居が開始された。248万平方メートルの工場団地は当時、日本一の規模であった。現在はおよそ70社が立地している。
埼玉県内の自治体の製造品出荷額では、2010年に深谷市によって抜かれたが、狭山市は県下2位、川越市は県下3位であり、この工業団地に負う所が大である。
2018年（平成30年）にホンダ狭山工場が完全閉鎖し寄居に移転すると発表。2021年（令和3年）12月27日に完成車の生産が終了した。2～3年後を目処に完全閉鎖予定であり、移転及び閉鎖が実行されれば、出荷額は大幅に減少する予定。

## 立地している主な企業
- 川越市
  - 大林組東京機械工場
  - エアロトヨタ
  - カジマメカトロエンジニアリング
  - 雪印メグミルク ミルクサイエンス研究所
  - 東洋エアゾール工業
  - 光村印刷川越工場
  - サミー川越工場
  - アドラゴスファーマ（旧：サノフィ）
  - 日本ハイパック
- 狭山市
  - 本田技研工業埼玉製作所
  - ロッテ狭山工場
  - 住友電装狭山工場
  - 全酪狭山工場
  - フードケミファ埼玉工場
  - 工進精工所
  - 新村印刷
  - 光村印刷狭山工場